# Железнов, Юрий Игоревич
Ю́рий И́горевич Железно́в (род. 15 ноября 2002, Саранск) — российский футболист, левый полузащитник клуба «Урал».

## Клубная карьера
Начал заниматься футболом в МЦПЮФП «Мордовия», тренеры Владимир Медведев и Юрий Гулякин. С мая 2014 по апрель 2015 — в ЦСиО «Чертаново», следующие два года был в академии московского «Спартака». С мая 2017 по сентябрь 2019 — в ЦПМФ «Рубин» Казань, провёл 2 матча, забил 1 гол в августе 2019 в ЮФЛ. Пять месяцев провёл в академии санкт-петербургского «Зенита».
18 февраля 2020 года перешёл в раменский «Сатурн», в составе которого провёл 24 матча, забил 5 голов и отдал 2 голевые передачи.
15 июня 2021 года подписал контракт с «Уралом». Дебютировал в премьер-лиге 25 июля в домашнем матче 1-го тура против «Краснодара» (0:3), заменив на 66-й минуте Илльдрена Ибрахимая. 20 ноября в гостевом матче 15-го тура против «Крыльев Советов» (1:1), забил первый гол за команду, сравняв счёт на 90-й минуте с передачи Алексея Евсеева.
Сезон 2023/2024 провёл в команде «Краснодар-2» на правах аренды.

## Карьера в сборной
21 сентября 2022 года дебютировал в составе молодёжной сборной России в товарищеском матче против сборной Беларуси, выйдя на поле на 60-й минуте. Встреча закончилась со счётом 6:1 в пользу российской команды. 24 сентября участвовал в товарищеском матче против сборной Казахстана с 57-й минуты, российские футболисты одержали победу со счётом 2:1. 